# Pamela (Farinelli)
Pamela es una farsa per musica en un acto con música de Giuseppe Farinelli y libreto en italiano de Gaetano Rossi, basado en la comedia goldoniana Pamela Maritata, la cual a su vez se inspiraba en la novela homónima (Pamela o la virtud recompensada) del escritor inglés Samuel Richardson. Se estrenó el 22 de septiembre de 1802 en el Teatro San Luca de Venecia.
La farsa, en tiempos modernos, fue representada por vez primera (y grabada) el 29 de diciembre de 1993 en el Teatro Comunale Treviso bajo la dirección de Peter Maag.